# Deens referendum in 2022 over het afschaffen van het defensievoorbehoud

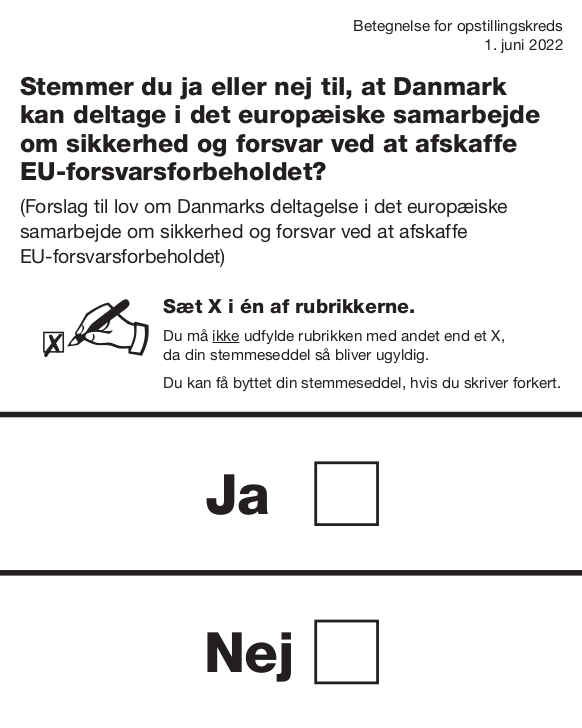
Stembiljet

Het Deens referendum in 2022 over het afschaffen van het defensievoorbehoud vond plaats op 1 juni 2022. De Denen konden zich uitspreken over het afschaffen van het voorbehoud tegen defensie en veiligheidssamenwerking zoals Denemarken dat had vastgelegd in 1992. In juni van dat jaar stemde een kleine meerderheid van de Denen tegen het Verdrag van Maastricht. Dat leidde in het land tot een Nationaal Compromis waarbij 7 politieke partijen afspraken dat Denemarken het Verdrag wel zou ratificeren, maar op vier punten een voorbehoud zou vastleggen. Een van die punten was het gemeenschappelijke veiligheidsbeleid. De Europese Unie ging hiermee akkoord middels het Overeenkomst van Edinburgh, dat vervolgens door een ruime meerderheid van de Denen in een nieuw referendum in 1993 werd goedgekeurd.
Na het begin van de Russische invasie van Oekraïne in februari 2022 stelde de minderheidsregering van Mette Frederiksen het Nationaal Compromis ten aanzien van het defensievoorbehoud ter discussie. Meerdere partijen bleken voor afschaffing van het voorbehoud. Om afschaffing mogelijk te maken was een referendum noodzakelijk.

## De vraagstelling
In eerste instantie stelde de regering als de te beantwoorden vraag voor: Stemmer du ja eller nej til, at Danmark kan deltage i det europæiske samarbejde om sikkerhed og forsvar? In het Nederlands: "Stemt u ja of nee op de vraag of Denemarken kan deelnemen aan de Europese samenwerking op het terrein van veiligheid en verdediging". Na kritiek dat deze formulering ambivalent was werden de woorden (...) ved at afskaffe EU-forsvarsforbeholdet? toegevoegd. (middels het afschaffen van het EU defensievoorbehoud).

## Standpunten van de partijen in het parlement
De meeste partijen die vertegenwoordigd waren in het Deense parlement, het Folketing, voerden campagne voor een ja-stem. Enkel de rechtse partijen Nye Borgerlige en de Dansk Folkeparti en de linkse Enhedslisten pleitten voor Nee.

## Uitslag van het referendum
| Keuze                                   | Stemmen   | %     |
| --------------------------------------- | --------- | ----- |
| Ja                                      | 1.848.242 | 66,87 |
| Nee                                     | 915.717   | 33,13 |
| Ongeldig/blanco                         | 38.558    | -     |
| Totaal                                  | 2.852.017 | 100   |
| Geregistreerde stemgerechtigden/opkomst | 4.260.944 | 65,77 |